# María Teresa Aycinena y Piñol
María Teresa de la Santísima Trinidad Aycinena y Piñol, O.C.D. (Guatemala, 15 de abril de 1784- 29 de noviembre de 1841) fue una monja carmelita descalza de Guatemala.  Proveniente de la poderosa familia conservadora Aycinena y Piñol, que tenía importantes nexos con la Iglesia Católica y que tenía el monopolio del comercio con la metrópoli española durante la última etapa de la colonia española, recibió una esmerada educación católica y profesó los votos en 1808. Ya siendo monja carmelita su disciplina religiosa y sencillez la llevaron a ser considerada santa por las autoridades eclesiásticas de su época; el proceso para su beatificación se reinició a principios del siglo xxi.

## Biografía

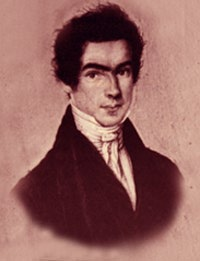
Mariano de Aycinena y Piñol, hermano de María Teresa y gobernador del Estado de Guatemala de 1827 a 1829.

A los pocos días de haber nacido recibió el sacramento del bautismo y confirmación, como se hacía entonces en algunos lugares, en la Iglesia de Candelaria por el arzobispo Cayetano Francos y Monroy. Su nombre completo fue María Teresa Anastasia Cayetana. Desde su más tierna infancia, recibió una esmerada educación cristiana, su madre le enseñó el respeto a Dios, el amor a Jesucristo, el temor al pecado y la importancia de la caridad. María Teresa aún siendo una niña dedicó largos ratos a la Oración y participaba en la Eucaristía diaria.
Tomó el hábito de las Carmelitas Descalzas a la edad de 23 años, el día 21 de noviembre de 1807. Profesó votos solemnes el 24 de noviembre de 1808. Su delicada salud le obligó a guardar cama numerosas veces. Los quebrantos de salud se hicieron especialmente notorios entre los años 1814 y 1815. Durante esos años experimentó la mayor parte de los fenómenos místicos que caracterizan su vida. En 1812 afirman sus escritos, Cristo puso en su cabeza un clavo de su pasión, y al año siguiente la corona de espinas. Estos dolores espirituales fueron a más cuando el 1 de marzo de 1816, primer viernes de Cuaresma, le aparecieron en sus manos impresiones de las llagas de la pasión. Ese mismo año afirma haber celebrado matrimonio espiritual con Cristo. En su mano, a partir de aquel día, quedó impreso un anillo en el anular como muestra de una alianza matrimonial.
A estos fenómenos sobrenaturales siguieron otros de mayor monta. El arzobispo de Guatemala cuidó cautelosamente de recoger testimonio escrito de estos fenómenos espirituales, tanto de la misma madre María Teresa, como de su confesor y las otras monjas que vivían con ella. Por su parte, los escritores liberales, rivales políticos acérrimos de los miembros conservadores del Clan Aycinena, se dedicaron a tratar de desmentir los milagros de la monja Aycinena y Piñol; por ejemplo, el licenciado José Manuel Montúfar Aparicio señaló que el caso provocó una pugna entre el arzobispo guatemalteco  y el comisario del Santo Oficio, Bernardo Martínez , quien hizo todo lo posible para denunciar las «mentiras» de la monja Aycinena. Asimismo, el  médico Pedro Molina Mazariegos, futuro líder del partido liberal, contempló las estigmas de la monja y fue de la opinión que sus señales no eran llagas y calificó de “catalepsia” el mal que padecía la monja.
El 20 de marzo de 1826 fue elegida Priora del Convento de Carmelitas Descalzas, mientras que su hermano Mariano de Aycinena y Piñol fue designado como gobernador del Estado de Guatemala en 1827.  Pero tras los eventos de la Guerra Civil Centroamericana, en 1829, Mariano de Aycinena fue derrocado por las tropas liberales del general hondureño Francisco Morazán, y la madre María Teresa fue expulsada del territorio centroamericano junto con el resto de los miembros de las órdenes regulares y del Clan Aycinena.

## Muerte
Falleció en la madrugada del 29 de noviembre de 1841, después de varios años de vida recogida y silenciosa en su convento.

## Proceso de Canonización
La autoridad eclesiástica aún no se ha pronunciado sobre el espíritu de la madre María Teresa. A partir del año 2004, se comenzaron las investigaciones para retomar el proceso de beatificación. Los documentos conservados por los familiares de la carmelita constituían un dossier completo para introducir la causa. El día 6 de febrero de 2006, se estableció una Asociación para promover la causa de la canonización de la Madre María Teresa. El documento fue firmado, entre otros, por el Cardenal Rodolfo Quezada Toruño, Arzobispo de Guatemala y se quedó a la espera del juicio de la autoridad eclesiástica para aventurar un juicio sobre las autenticidad de los fenómenos místicos y santidad de Sor María Teresa. El 30 de abril de 2008 en la Catedral Metropolitana de la Ciudad de Guatemala se dio apertura al Proceso Diocesano de Canonización y se juramentó al tribunal que se encargará del mismo.